# Виктор Петаков
Виктор Яворов Петаков е български футболист, ляв/десен халф на Юнион Рийд им Траункрейс (Австрия).

## Статистика по сезони
- 2002-2003 ПФК Пирин (Гоце Делчев) – 7 мача 6 гола
- 2003-2008 есен Пирин 2001 (Благоевград) – 104 мача (64 гола)
- 2008-2009 есен ПФК Локомотив (Мездра) – 12 (0)
- 2009-2010 ОФК Сливен 2000 – 20 (0)
- 2010-2011 ПФК Пирин Благоевград- 1 (0)
- 2011 Черноморец Поморие
- 2012 Витоша (Бистрица)
- 2013 Витоша (Долна Диканя
- 2013 Юнион Рийд им Траункрейс – 11 мача, 17 гола

### Национални формации на България
- Национален отбор на България до 19 години 14 (4)
- Национален отбор на България до 21 години 10 (0)